# Union des ligues algériennes de football
 (octobre 2015).
Si vous disposez d'ouvrages ou d'articles de référence ou si vous connaissez des sites web de qualité traitant du thème abordé ici, merci de compléter l'article en donnant les références utiles à sa vérifiabilité et en les liant à la section « Notes et références ».
L'Union des Ligues Algériennes de Football ou (ULAF) était une confédération régionale nord-africaine de football disparue en 1959. Elle a été remplacée par le Comité d'Organisation et de Liaison des Ligues Algériennes.

## Histoire
L'histoire des organisations communes aux ligues nord-africaines est aussi vieille, plus vieille même que celles des ligues nord-africaines elles-mêmes puisque, avant la naissance de la FFFA, les comités régionaux d'Alger, de Constantine, d'Oran et de Tunis disputaient déjà un championnat d'Afrique du Nord sous l'égide de l'USFSA. Certes le Maroc n'entra en lice qu'en 1926, la Tunisie se retira entre les années 1927 et 1937, mais l'idée était en marche. La nécessité de compétitions inter-régionales de ce côté de la Méditerranée s'imposait avec force à des ligues condamnées par leurs positions géographiques à vivre ensemble. L'Union des ligues nord-africaines de football ou ULNA, à laquelle restera attaché le nom du président Louis Rivet, devait amplifier son action et mettre plusieurs réalisations à son actif : le Championnat d'Afrique du Nord junior, le Championnat d'Afrique du Nord corporatif, le Tournoi des ligues nord-africaines et surtout la Coupe d'Afrique du Nord qui obtint le même succès que son aînée la Coupe de France.
Puis au vent de l'histoire, la Tunisie et le Maroc, s'érigèrent en fédérations autonomes marquant la fin de l'ULNA en 1956. L'union des ligues algériennes de football ou ULAF, prendra la relève avec la lourde mission au milieu des remous causés par la rébellion, de « maintenir » les relations inter-ligues avec une Coupe d'Algérie, diminuée mais ô combien attachante. Toutefois ni l'ULNA, ni l'ULAF n'avaient été reconnues officiellement par la Fédération. Aussi est-ce à une commission spéciale qu'était confiée en 1959, l'organisation de la poule algérienne du championnat de France amateur. L'illogisme d'un tel système ne pouvait durer, un Comité d'Organisation et de liaison des ligues algériennes ou COLLA se substituait donc aux deux organismes existants. Dans sa réunion du 18 juin 1960, le Bureau Fédéral en approuvait le règlement et le chargeait de la gestion des épreuves fédérales en Algérie de toutes les compétitions strictement inter-ligues de même que les questions fédérales. Les divisions inférieures par contre demeurèrent sous la gestion des trois ligues restantes. Cette structure du football nord-africain fut la dernière de l'époque coloniale et prit fin avec l'indépendance de l'Algérie en 1962.

## Rôle de l'ULAF

### Les ligues algériennes de football
L'ULAF avait trois membres et regroupait les ligues de football d'Alger, d'Oran et de Constantine.